# Kevin King
Kevin King (Peachtree City, 28 februari 1991) is een Amerikaanse tennisspeler. Hij heeft nog geen ATP-toernooi gewonnen. Wel deed hij al mee aan grandslamtoernooien. Hij heeft één challenger in het enkelspel en drie challengers in het dubbelspel op zijn naam staan.

## Palmares

### Enkelspel
| Nr.                  | Datum             | Toernooi | Ondergrond | Tegenstander in finale | Score   |
| -------------------- | ----------------- | -------- | ---------- | ---------------------- | ------- |
| Gewonnen challengers |                   |          |            |                        |         |
| 1.                   | 17 september 2017 | Cary     | Hardcourt  | Cameron Norrie         | 6-4,6-1 |

### Dubbelspel
| Nr.                              | Datum             | Toernooi        | Ondergrond | Partner          | Tegenstanders in finale                    | Score               |
| -------------------------------- | ----------------- | --------------- | ---------- | ---------------- | ------------------------------------------ | ------------------- |
| Gewonnen challengers herendubbel |                   |                 |            |                  |                                            |                     |
| 1.                               | 16 september 2013 | Quito           | Gravel     | Juan Carlos Spir | Christopher Díaz Figueroa Carlos Salamanca | 7-5, 6-7(9), [11-9] |
| 2.                               | 27 januari 2014   | Chitré          | Hardcourt  | Juan Carlos Spir | Alex Llompart Nicolas Martinez             | 7-6(5), 6-4         |
| 3.                               | 14 april 2014     | San Luis Potosí | Gravel     | Juan Carlos Spir | Adrián Menéndez Maceiras Agustín Velotti   | 6-3, 6-4            |

## Resultaten grandslamtoernooien
| Legenda | Legenda                          |
| ------- | -------------------------------- |
| g.t.    | geen toernooi gehouden           |
| l.c.    | lagere categorie                 |
| –       | niet deelgenomen                 |
| G       | uitgeschakeld in de groepsfase   |
| 1R      | uitgeschakeld in de eerste ronde |
| 2R      | uitgeschakeld in de tweede ronde |
| 3R      | uitgeschakeld in de derde ronde  |
| 4R      | uitgeschakeld in de vierde ronde |
| KF      | uitgeschakeld in de kwartfinale  |
| HF      | uitgeschakeld in de halve finale |
| F       | de finale verloren               |
| W       | het toernooi gewonnen            |
| w-v     | winst/verlies-balans             |

### Enkelspel
| Grandslamtoernooien   |      |        |
| Australian Open       | 1R   | 0-1    |
| Roland Garros         | –    | 0-0    |
| Wimbledon             | –    | 0-0    |
| US Open               |      | 0-0    |
| Winst-verlies         | 0–1  | 0-1    |
| ATP World Tour Finals |      |        |
| ATP World Tour Finals |      | 0-0    |
| Olympische Spelen     |      |        |
| Olympische Spelen     | g.t. | 0-0    |
| Statistieken          |      |        |
| Totaal aantal titels  | 0    | 0      |
| Eindejaarsranking     |      | n.v.t. |

### Dubbelspel
| Grandslamtoernooien   |      |        |
| Australian Open       | –    | 0-0    |
| Roland Garros         | –    | 0-0    |
| Wimbledon             | 1R   | 0-1    |
| US Open               | 1R   | 0-1    |
| Winst-verlies         | 0–2  | 0-2    |
| ATP World Tour Finals |      |        |
| ATP World Tour Finals | –    | 0-0    |
| Olympische Spelen     |      |        |
| Olympische Spelen     | g.t. | 0-0    |
| Statistieken          |      |        |
| Totaal aantal titels  | 0    | 0      |
| Eindejaarsranking     | 126  | n.v.t. |